# Kobe
Kobe (japonska izgovorjava: [koꜜːbe]; uradno japonsko 神戸市, latinizirano: Kōbe-ši) je sedmo največje mesto na Japonskem, tretje največje pristaniško mesto za Jokohamo in glavno mesto prefekture Hjogo. Leži na južni strani glavnega otoka Honšu, na severni obali Osaškega zaliva in približno 30 km zahodno od Osake. Z okoli 1,5 milijona prebivalcev je mesto del metropolitanskega območja Keihanšin skupaj z Osako in Kjotom.
Najzgodnejši pisni zapisi o regiji izvirajo iz Nihon Šoki, ki opisuje ustanovitev svetišča Ikuta s strani cesarice Džingu leta 201 n. št. Večino svoje zgodovine območje nikoli ni bilo enotna politična enota, niti v obdobju Edo, ko je pristanišče neposredno nadzoroval šogunat Tokugava. Kobe v svoji sedanji obliki ni obstajal do ustanovitve leta 1889. Njegovo ime izhaja iz Kanbe (神戸, arhaični naziv za privržence mestnega svetišča Ikuta). Kobe je postal eno od japonskih mest leta 1956.
Kobe je bil eno od mest, ki se je po koncu politike osamitve leta 1853 odprlo za trgovino z Zahodom, in je od takrat znan kot svetovljansko pristaniško mesto v območju brez jedrske energije. Medtem ko je veliki potres v Hanšinu leta 1995 močno zmanjšal pomen Kobeja kot pristaniškega mesta, ostaja četrto najbolj obremenjeno kontejnersko pristanišče na Japonskem. Podjetja s sedežem v Kobeju so ASICS, Kawasaki Heavy Industries in Kobe Steel ter več kot 100 mednarodnih korporacij z azijskimi ali japonskimi sedeži v mestu, kot so Eli Lilly and Company, Procter & Gamble, Boehringer Ingelheim in Nestlé. Mesto je izvor in soimenjak govedine Kobe, sedež univerze Kobe, pa tudi kraj enega najbolj znanih japonskih letovišč z vročimi izviri, Arima Onsen.

## Zgodovina

### Izvor
Predmeti, najdeni v zahodnem Kobeju, kažejo, da je bilo območje poseljeno vsaj od obdobja Džomon.
Naravna geografija območja, zlasti rta Vada v Hjōgo-ku, je pripeljala do razvoja pristanišča, ki je ostalo gospodarsko središče mesta. Nekateri najzgodnejši pisni dokumenti, ki omenjajo to regijo, so v Nihon Šoki, ki opisuje ustanovitev svetišča Ikuta s strani cesarice Džingū leta 201.
- Galerija
- Svetišče Ikuta
- Svetišče Nagata
- Taisan-dži. Glavna dvorana je nacionalni zaklad Japonske (zgrajena leta 716).

### Nara in obdobje Heian
V obdobjih Nara in  Heian je bilo pristanišče znano po imenu sidrišče Ōvada (Ōvada-no-tomari) in je bilo eno od pristanišč, iz katerih so bila poslana cesarska veleposlaništva na Kitajsko. Mesto je bilo na kratko prestolnica Japonske leta 1180, ko je Taira no Kijomori preselil svojega vnuka, cesarja Antokuja, v Fukuhara-kjō v današnjem Hjōgo-ku. Cesar se je po približno petih mesecih vrnil v Kjoto. Kmalu zatem leta 1184 sta trdnjava Taira in bližnje svetišče Ikuta postala prizorišča bitke Genpei vojne pri Iči-no-Tani med klanoma Taira in Minamoto. Minamoto je prevladal in potisnil Taira naprej.
- Galerija
- Taira no Kijomori
- Oznaka, ki označuje nekdanjo lokacijo Fukuhara-kjō
- Bitka pri Iči-no-Tani（vojna Genpei)

### Obdobje Kamakura
Ko je v obdobju Kamakura pristanišče raslo, je postalo pomembno središče za trgovino s Kitajsko in drugimi državami. V 13. stoletju je mesto postalo znano pod imenom pristanišče Hjōgo (兵庫津, Hjōgo-cu). V tem času je pristanišče Hjōgo skupaj s severno Osako sestavljalo provinco Setcu (večina današnjega Kobeja je pripadala Setcuju, razen okrožja Niši in Tarumi, ki sta pripadala Harimi).

### Obdobje Edo
Kasneje, v obdobju Edo, so vzhodni deli današnjega Kobeja prišli pod jurisdikcijo domene Amagasaki, zahodni deli pa pod oblast domene Akaši, medtem ko je središče neposredno nadzoroval šogunat Tokugava.
Šele z ukinitvijo sistema han leta 1871 in vzpostavitvijo sedanjega sistema prefektur je območje postalo politično ločeno.
- Svetišče Minatogava
- Grad Hanakuma

### Obdobje Meidži
Pristanišče Hjōgo je šogunska vlada odprla za zunanjo trgovino istočasno kot Osako, 1. januarja 1868, tik pred začetkom vojne Bošin in obnove Meidži. V času odprtja mesta za zunanjo trgovino so na tem območju potekali intenzivni boji, ki so bili posledica državljanske vojne. Kmalu po odprtju Kobeja za trgovanje je prišlo do incidenta, kjer je več zahodnih vojakov utrpelo strelne rane zaradi ognja, ki so ga odprle enote iz Bizena. Regija je bila od takrat identificirana z Zahodom in številna tuja prebivališča iz tega obdobja ostajajo na območju Kitano v Kobeju.
- Tujsko naselje v Kobeju, Avenija Kaigan-dōri okoli leta 1885
- Gledališka ulica Šinkaiči v Kobeju (doba Taišo)
- Pristanišče Hjōgo v 19. stoletju[12]
- Bund, zgrajen v letih 1860–1930
- Območje Kitano, zgrajeno v letih 1880–1910
- Nekdanji urad prefekture Hjogo, zgrajen leta 1902
- Ta nišiki-e (barvni lesorez) prikazuje tuji parnik, ki vpluje v pristanišče Hjōgo kmalu po njegovem odprtju proti zahodu v poznem 19. stoletju.

### Sodobnost
Kobe, kot ga poznamo danes, je bil ustanovljen 1. aprila 1889 in je bil imenovan 1. septembra 1956 z vladnim odlokom. Zgodovina mesta je tesno povezana z zgodovino svetišča Ikuta, ime Kobe pa izhaja iz kamube (神戸, pozneje kanbe), arhaičnega imena za tiste, ki so podpirali svetišče.
Med drugo svetovno vojno je bil Kobe bombardiran v napadu  Doolittle 18. aprila 1942, skupaj s Tokiom in nekaj drugimi mesti. Bombniki B-29 so ga  17. marca 1945 znova bombardirali z zažigalnimi bombami, kar je povzročilo smrt 8841 prebivalcev in uničilo 21 % mestnega območja Kobeja. Ta incident je navdihnil znani film Studia Ghibli Grave of the Fireflies in knjigo Akijukija Nosake, na kateri je film temeljil. Pojavlja se tudi v filmu A Boy Called H.
Po nenehnem pritisku državljanov je mestni svet Kobeja je ta 18. marca 1975 sprejel odlok o prepovedi plovil z jedrskim orožjem iz pristanišča Kobe. To je dejansko preprečilo vsem ameriškim vojaškim ladjam vstop v pristanišče, politika pa je bila, da se ne razkrije ali katera vojaška ladja prevaža jedrsko orožje. To politiko neširjenja orožja so poimenovali »formula Kobe«.
17. januarja 1995 se je ob 5.46 po JST v bližini mesta zgodil potres z magnitudo 6,9. Približno 6434 ljudi v mestu je bilo ubitih, 212.443 jih je ostalo brez domov, veliki deli pristaniških objektov in drugi deli mesta pa so bili uničeni. Potres je uničil dele hitre ceste Hanšin, dvignjene avtoceste, ki se je dramatično prevrnila. Na Japonskem je potres znan kot veliki potres v Hanšinu (ali potres Hanšin-Avadži). V spomin na okrevanje Kobeja po potresu leta 1995 mesto vsako leto decembra organizira dogodek, imenovan Luminarie, kjer je središče mesta okrašeno z osvetljenimi kovinskimi loki.
Pristanišče Kobe je bilo najbolj obremenjeno japonsko pristanišče in eno najboljših azijskih pristanišč do velikega potresa Hanšin. Od takrat padel na četrto mesto na Japonskem in 49. najbolj obremenjeno kontejnersko pristanišče na svetu (od leta 2012).
- Karta tujskega naselja
- Pogled na Kobe po bombardiranju leta 1945
- oškodbe v Sannomiyi med potresom Great Hanshin leta 1995
- Spominski park potresa

## Geografija
Zagozdeno med obalo in gorami je mesto Kobe dolgo in ozko. Na vzhodu je mesto Ašija, mesto Akaši pa na zahodu. Druga sosednja mesta so Takarazuka in Nišinomija na vzhodu ter Sanda in Miki na severu.
Znamenitost pristaniškega območja je  Pristaniški stolp iz rdečega jekla. V bližnjem Harborlandu, znamenitem turističnem sprehajališču, stoji panoramsko kolo. Dva umetna otoka, Port (ポートアイランド, Pōto Airando) in Rokkō (六甲アイランド, Rokkō Airando) , sta bila zgrajena, da bi mestu omogočila širitev.
Proč od morja v osrčju Kobeja ležita okrožji Motomači in Sannomija, pa tudi kitajska četrt Kobeja, Nankin-mači, vse dobro znane maloprodajne cone. Množica železniških linij prečka mesto od vzhoda proti zahodu. Glavno prometno središče je postaja Sannomija, z istoimensko postajo Kobe na zahodu in postajo Šinkansen Šin-Kobe na severu.
Gora Rokkō gleda na Kobe iz nadmorske višine 931 m. V jesenskem času slovi po bogati barvi svojih gozdov.

### Ku
Kobe ima devet ku, pododdelkov mesta, ki so dovolj velika, da so bila določena z vladnim odlokom:
1. Niši-ku: Najzahodnejše območje Kobeja, Niši-ku, gleda na mesto Akaši in je mesto univerze Kobe Gakuin. Ta oddelek ima največ prebivalcev, 247.000.[18]
2. Kita-ku je največji oddelek po območju in obsega gorovje Rokko, vključno z gorama Rokkō in goro Maja. Območje je znano po razgibani pokrajini in pohodniških poteh. Letoviško mesto Arima Onsen leži tudi znotraj Kita-kuja.
3. Tarumi-ku je večinoma stanovanjsko območje. Najdaljši viseči most na svetu, Most Akaši-Kaikjo, se razteza od Maiko v Tarumi-ku do otoka Avadži na jugu. Relativno nov dodatek Kobeju, Tarumi-ku, ni bil del mesta do leta 1946.
4. Suma-ku je plaža Suma, ki privablja obiskovalce v poletnih mesecih.
5. Nagata-ku je svetišče Nagata, eno od treh »velikih svetišč« v Kobeju.
6. Hjogo-ku: to območje je bilo nekoč znano kot sidrišče Ōvada ali pristanišče Hjogo, zgodovinsko srce mesta. Šinkaiči v Hjogo-ku je bil nekoč komercialno središče Kobeja, vendar je bil med drugo svetovno vojno močno poškodovan, od takrat pa je Hjogo-ku izgubil veliko svojega nekdanjega pomena.
7. Čūō-ku: Čūō (中央) dobesedno pomeni »osrednji« in kot tak je Čūō-ku trgovsko in zabaviščno središče Kobeja. Sannomija, Motomači in Harborland sestavljajo glavna zabaviščna območja v Kobeju. Čūō-ku vključuje mestno hišo in vladne urade prefekture Hjōgo. Otok Port in letališče Kobe ležita v južnem delu tega oddelka.
8. Nada-ku: mesto živalskega vrta Odži in univerze Kobe, Nada je znana prav zaradi tega. Skupaj s Fušimijem v Kjotu predstavlja 45 % japonske proizvodnje sakeja.[19]
9. Higašinada-ku: najbolj vzhodno območje Kobeja, Higašinada-ku, meji na mesto Ašija. Umetni otok Rokko sestavlja južni del tega oddelka.

| Ku Kobeja | Ku Kobeja     | Ku Kobeja         | Ku Kobeja | Ku Kobeja            | Ku Kobeja | Ku Kobeja    |
|           | Ime           | Ime               |           |                      |           | Karta Kobeja |
| Romadži   | Kandži        | Štev. prebivalcev | Površina2 | Gostota preb. na km2 |           |              |
| --------- | ------------- | ----------------- | --------- | -------------------- | --------- | ------------ |
| 1         | Niši-ku       | 西区              | 240.386   | 138,01               | 1742      |              |
| 2         | Kita-ku       | 北区              | 212.211   | 240,29               | 883       |              |
| 3         | Tarumi-ku     | 垂水区            | 216.337   | 28,11                | 7696      |              |
| 4         | Suma-ku       | 須磨区            | 158.196   | 28,93                | 5468      |              |
| 5         | Nagata-ku     | 長田区            | 95.155    | 11,36                | 8376      |              |
| 6         | Hyōgo-ku      | 兵庫区            | 107.307   | 14,68                | 7310      |              |
| 7         | Čūō-ku        | 中央区            | 142.232   | 28,97                | 4910      |              |
| 8         | Nada-ku       | 灘区              | 136.865   | 32,66                | 4191      |              |
| 9         | Higašinada-ku | 東灘区            | 214.255   | 34,02                | 6298      |              |

### Mestna krajina
- Gallery
- Meriken park (2018)
- Kobe iz mostu Kobe (2015)
- Pogled na Sannomijo s postaje Šin-Kobe (2009)
- Zeliščni vrt Nunobiki (2012）
- Osrednje poslovno okrožje Kobe (2018)
- Osrednje poslovno okrožje Kobeja ponoči (2016)
- Središče mesta ponoči
- Nočni pogled iz Kikuseidai
- Sončni zahod z razgledne ploščadi Mt. Suva

### Podnebje
Kobe ima vlažno subtropsko podnebje (Köppnova podnebna klasifikacija Cfa) z vročimi poletji in hladnimi do hladnimi zimami. Padavin je znatno več poleti kot pozimi, čeprav na splošno manj kot v večini delov Honšuja, in ni znatnega snega. Povprečna letna temperatura v Kobeju je 17,0 °C. Povprečna letna količina padavin je 1277,8 mm, julij pa je najbolj deževen mesec. Temperature so v povprečju najvišje avgusta, okoli 28,6 °C, najnižje pa januarja, okoli 6,2 °C. Najvišja temperatura, ki so jo kdaj koli izmerili v Kobeju, je bila 5. avgusta 1994 38,8 °C; najnižja zabeležena temperatura je bila -7,2 °C 27. februarja 1981.

## Demografija
Septembra 2007 je imel Kobe ocenjenih 1.530.295 prebivalcev, ki so sestavljali 658.876 gospodinjstev. To je bilo za 1347 oseb ali približno 0,1 % več kot leto prej. Gostota prebivalstva je bila približno 2768 oseb na kvadratni kilometer, medtem ko je na vsakih 100 žensk približno 90,2 moškega.
V Kobeju živi približno 44.000 registriranih tujih državljanov. Štiri najpogostejše narodnosti so Korejci (22.237), Kitajci (12.516), Vietnamci (1301) in Američani (1280).

## Gospodarstvo
Pristanišče Kobe je pomembno pristanišče in proizvodno središče v industrijski regiji Hanšin. Kobe je najbolj obremenjeno kontejnersko pristanišče v regiji, ki presega celo Osako in četrto najbolj obremenjeno na Japonskem.
V primarnem sektorju (kmetijstvo, ribištvo in rudarstvo) dela približno en odstotek zaposlenih, v sekundarnem (proizvodnja in industrija) enaindvajset odstotkov, v storitvenem sektorju pa oseminsedemdeset odstotkov.
Štirje največji sektorji v smislu vrednosti proizvedenega blaga so mali aparati, prehrambeni izdelki, transportna oprema in komunikacijska oprema, ki predstavljajo več kot petdeset odstotkov proizvedenega blaga Kobeja. Po številu zaposlenih živila, mali aparati in transportna oprema sestavljajo tri največje sektorje.

## Kultura
Kobe je najbolj znan po svoji govedini Kobe (ki jo gojijo v okoliški prefekturi Hjōgo) in Arima Onsen (vroči vrelci). Pomembne stavbe so svetišče Ikuta in pristaniški stolp Kobe. Bližnje gore, kot sta Rokkō in Maya, gledajo na mesto.
Mesto je na široko povezano s svetovljanstvom in modo, ki je zajeta v japonski stavek: »Če ne moreš v Pariz, pojdi v Kobe«. Modni dogodek Kobe Fashion Week, ki predstavlja kolekcijo Kobe, poteka dvakrat letno. Jazz festival Kobe Jazz Street poteka vsako leto oktobra v jazz klubih in hotelih od leta 1981. Prav tako gosti tako festival kot tudi kip Elvisa Presleyja, katerega odkritje je naznanil nekdanji japonski premier Juničiro Koizumi.
Kobe je mesto prvega japonskega igrišča za [[golf]g, Kobe Golf Club, ki ga je leta 1903 ustanovil Arthur Hesketh Groom, in prve japonske mošeje, mošeja Kobe, zgrajene leta 1935. Mesto gosti Kobe Regatta & Athletic Club, ki ga je leta 1870 ustanovil Alexander Cameron Sim in ugledno tuje pokopališče. V Kitanu in drugod po Kobeju še vedno stojijo številne rezidence v zahodnem slogu – idžinkan (異人館) – iz 19. stoletja. Muzeja sta mestni muzej Kobe in muzej literature.
Narečje, ki se govori v Kobeju, se imenuje Kobe-ben, podnarečje kansajskega narečja

## Pobratena mesta
Kobe je pobraten z:
- Barcelona, Katalonija, Španija (1993)
- Brisbane, Queensland, Avstralija (1985)
- Incheon, Južna Koreja (2010)
- Marseille, Francija (1961)
- Riga, Latvija (1974)
- Rio de Janeiro, Brazilija (1969)
- Seattle, ZDA (1957)
- Tjandžin, Kitajska (1973)

### Mesta prijateljstva in sodelovanja
Kobe sodeluje tudi z:
- Daegu, Južna Koreja (2010)
- Filadelfija, ZDA (1986)

Memorandum o soglasju o možni vzpostavitvi odnosov s pobratenimi mesti v prihodnosti je bil sklenjen leta 2019 z Ahmedabadom, Indija 

### Sestrska pristanišča
Kobejeva sestrska pristanišča so:
- Port of Rotterdam, Nizozemska (1967)
- Port of Seattle, ZDA (1967)
- Port of Tiandžin, Kitajska

## Galerija
- An'jō-in. Njegov karesansui je eden od japonskih krajev slikovite lepote.
- Mestni arboretum Kobe
- Pristaniški stolp Kobe
- Harborland
- Nankin-mači, Motomachi
- Kobe Odži Zoo je dom velikih in rdečih pand
- Pokopališče tujcev na pobočju Futatabijame
- Poročna dvorana Notre Dame Kobe
- Arima Onsen je severno od Kobeja